# Балх (Таджикистан)
Балх (на таджикски: Балх) е град в Таджикистан, административен център на Джалолиддин-Балхийски район, Хатлонска област. Населението на града през 2016 година е 18 000 души (по приблизителна оценка).

## Население
| Година | Население |
| ------ | --------- |
| 1989   | 13 354    |
| 2007   | 14 900    |
| 2010   | 15 500    |
| 2016   | 18 000    |